# Cerkiew Świętych Kosmy i Damiana w Zapałowie
Cerkiew pod wezwaniem Świętych Kosmy i Damiana – prawosławna cerkiew parafialna w Zapałowie. Należy do dekanatu Przemyśl diecezji przemysko-gorlickiej Polskiego Autokefalicznego Kościoła Prawosławnego.
Dawna świątynia greckokatolicka, wzniesiona  w latach 1926–1927. Po II wojnie światowej prawosławna. Wpisana do rejestru zabytków 28 kwietnia 1992 pod nr A/441.

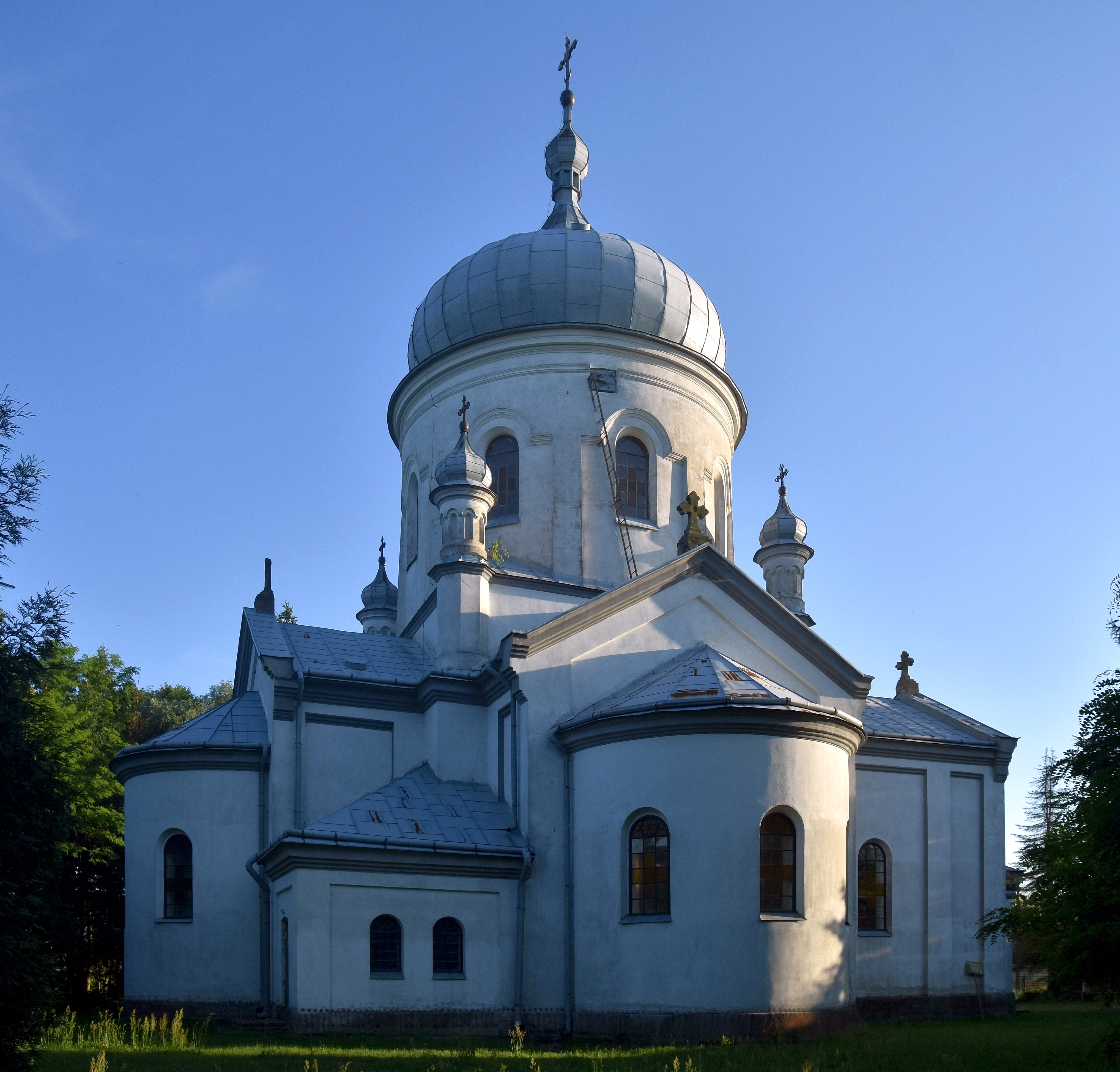
Widok od strony północnej
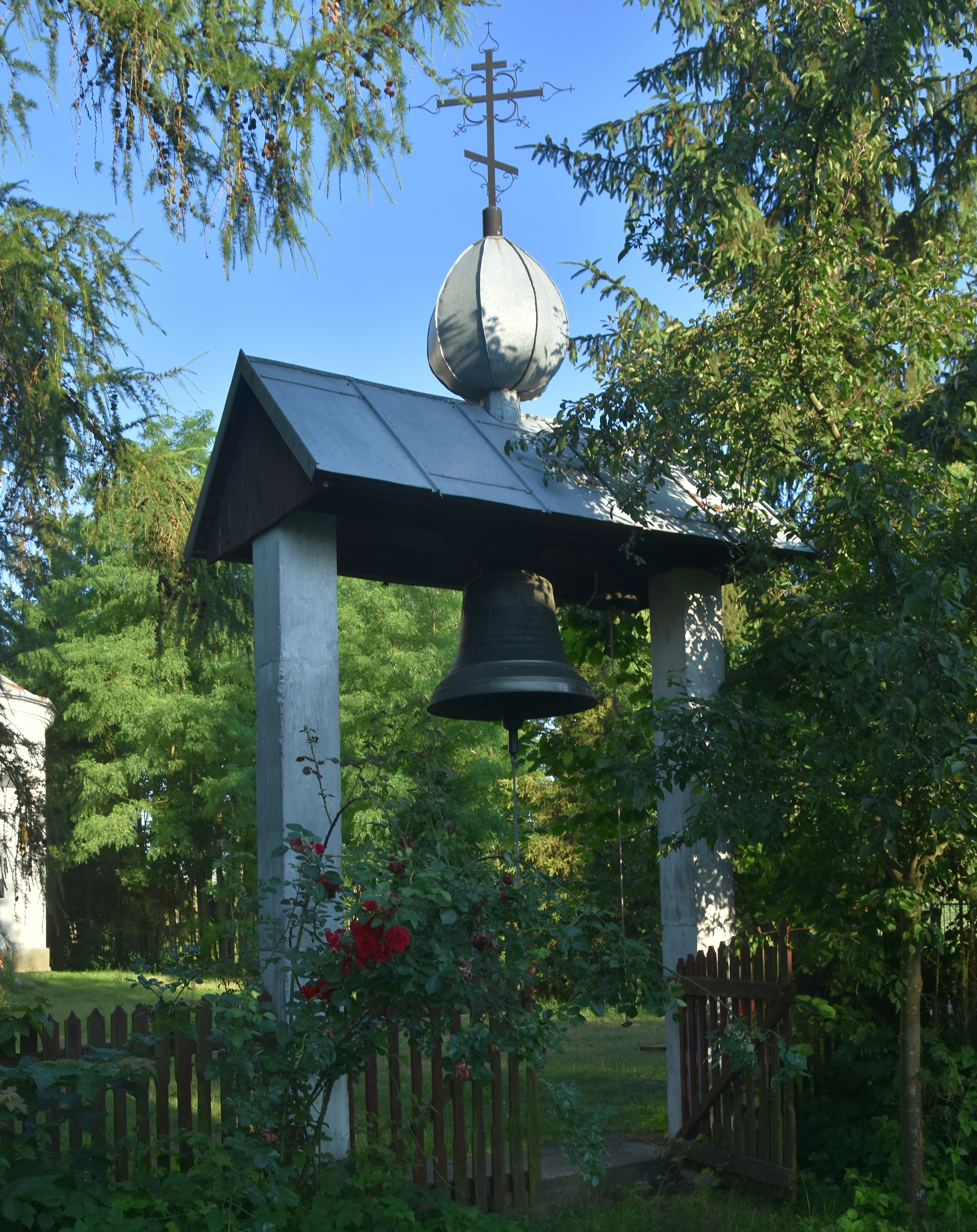
Dzwonnica
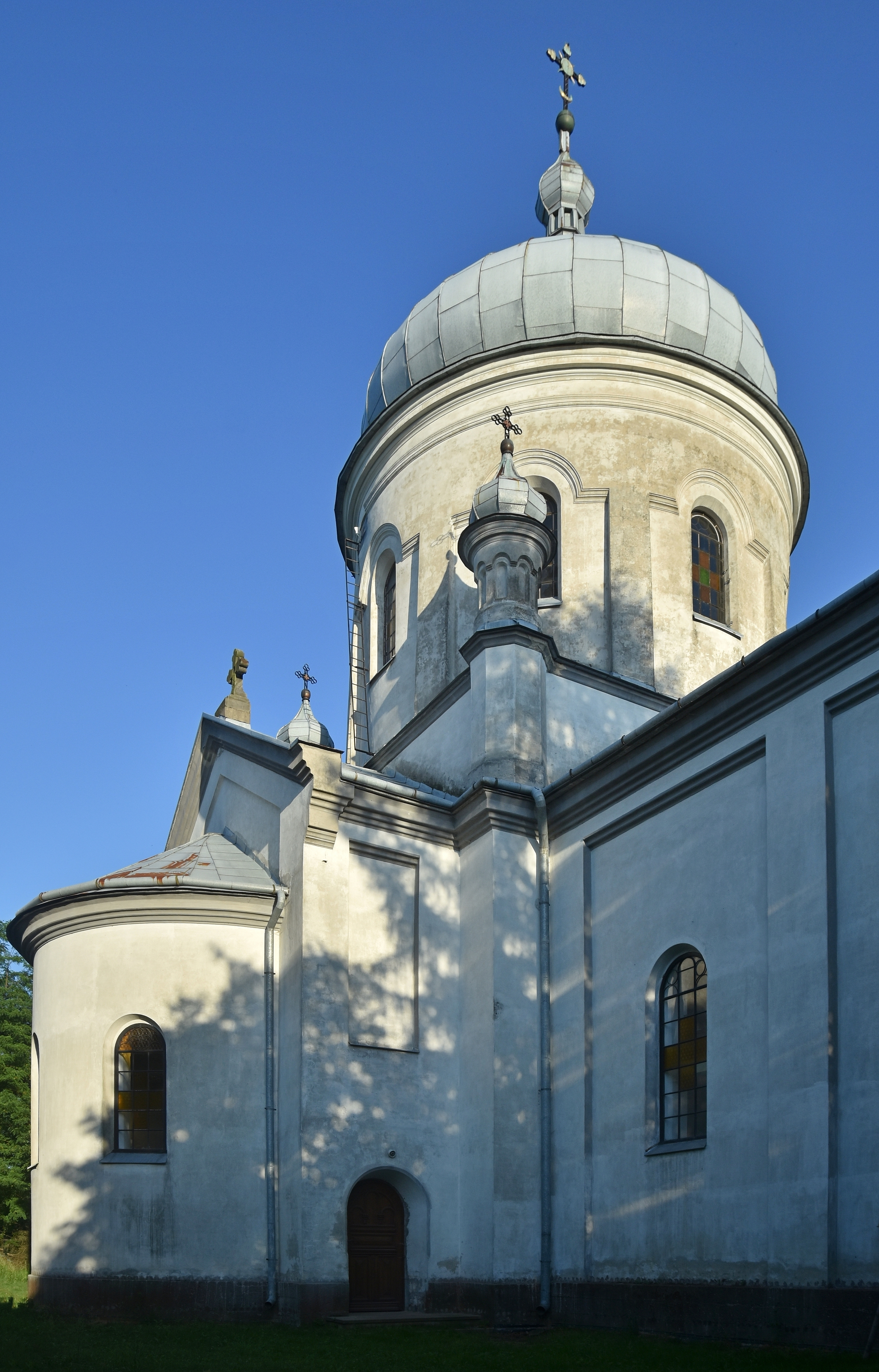
Fragment elewacji

W 1997, w 50. rocznicę akcji „Wisła” przy cerkwi ustawiono pamiątkowy kamień oraz sześcioramienny krzyż.
Na północ od cerkwi (w odległości około 60 m) znajduje się zabytkowy greckokatolicki cmentarz.